# Henry Cavendish
Henry Cavendish (10 tháng 10 năm 1731 - 24 tháng 3 năm 1810) là một nhà vật lý, hóa học người Anh người đã phát hiện ra hiđrô, tính ra được một hằng số hấp dẫn và tính được khối lượng Trái Đất. Tên của Cavendish được đặt cho Phòng thí nghiệm Cavendish ở Đại học Cambridge, chính là Khoa Vật lý và Thiên văn của Đại học Cambridge - một trong những trung tâm nghiên cứu và đào tạo hàng đầu nước Anh cũng như thế giới về lĩnh vực vật lý.

## Tiểu sử
Ông sinh ở Nice, Pháp - nơi gia đình ông đang sống. Mẹ ông là bà Lady Anne Grey, con của Bá tước Kent và cha là Lord Charles Cavendish, con của bá tước Devonshire. Dòng họ của ông đã trải qua xuyên suốt hơn 8 thế kỉ và có mối liên hệ mật thiết với nhiều gia đình danh giá ở Anh.
Lúc 11 tuổi, Cavendish là học sinh ở học viện của tiến sĩ Newcome ở Hackney. Vào năm ông 18 tuổi (năm 1749), ông vào học tại trường Đại học Cambridge. Nhưng bốn năm sau đó, ông đã rời trường trước khi tốt nghiệp và viết công trình đầu tiên của ông có tên gốc là "Factitious Airs" vào 18 năm sau (1766).
Cavendish là một con người thầm lặng và đơn độc, và ông được mọi người khác coi là khá lập dị, ông không tạo dựng được bất kì mối quan hệ thân thiết với ai ngoài những thành viên trong gia đình. Có một người từng nói rằng: Cavendish có một chiếc cầu thang xoắn bắc vào nhà ông qua cửa sau vì ông ngại đụng mặt người làm của ông, vốn là một phụ nữ bởi vì ông đặc biệt rất ngại ngùng khi tiếp xúc với phụ nữ. Đặc điểm tính cách khác thường này của ông về sau, đã được xác nhận là hội chứng Asperger, mặc dù ông hiếm khi hoàn toàn ngại ngùng trước phụ nữ. Thú vui ngoài xã hội duy nhất của ông là tham dự Hiệp hội Hoàng gia (Royal Society Club), nơi mà những thành viên thường dùng bữa tối cùng nhau trong những cuộc gặp hàng tuần. Và ông hiếm khi nào bỏ lỡ những buổi tiệc đó, và được những người đương thời kính trọng bởi kiến thức cửa ông. Bên cạnh đó, ông còn có một thú vui khác là sưu tầm các đồ nội thất độc đáo.
Bởi cánh sống khép kín và lặng lẽ, Cavendish thường từ chối xuất bản rộng rãi những công trình nghiên cứu của mình. Và thậm chí một số khám phá khoa học của ông còn không được các đồng nghiệp biết đến. Cho đến tận cuối thế kỷ XIX, rất lâu sau khi ông mất, James Clerk Maxwell đã xem qua những công trình của Cavendish và khám phá ra những điều mà đã giúp Maxwell kiếm được rất nhiều tiền. Ví dụ như là những gì được đề cập đến trong cuốn "Những khám phá và dự đoán của Cavendish" (Cavendish’s discoveries or anticipations) bao gồm Richter’s Law of Reciprocal Proportions, định luật Ohm, Định luật Dalton và lực nén (Dalton’s Partical Pressure), quy luật hình thành các electron và Định luật Charles về các chất khí (principles of electrical conductivity and Charles's Law of Gases),...
Ông chết năm 1810 và được an táng tại Derby Catheral cùng với nhiều người thuộc dòng họ. Phòng thí nghiệm mang tên Hernry Cavendish ở Đại học Cambridge đã được thành lập bởi một số họ hàng của Cavendish, điển hình là William Cavendish, Bá tước đời thứ 7 của Devonshire.

## Khám phá về các chất khí và khí quyển
Cavendish được biết đến là một trong những nhà hóa học về các chất khí của thế kỷ thứ XVIII và XIX, cùng với một số các nhà khoa học khác như Joseph Priestley, Joseph Black, Daniel Rutherford. Bằng việc cho các kim loại phản ứng với các acid mạnh, Cavendish đã tìm ra khí Hydro, và ông đã nghiên cứu về nó. Mặc dù một số đồng nghiệp khác, như Roberts Boyle, đã tạo ra được khí Hydro sớm hơn, thế nhưng, Cavendish vẫn được giải thưởng vì đã nhận biết được nguyên tố này trong tự nhiên.
Cavendish đã tìm ra rằng khí Hydro, cái mà ông gọi là "khí không cháy", khi phản ứng với khí Oxy sẽ tạo ra nước. James Watt và Antoine Lavoisier cũng đã làm những thí nghiệm tương tự. Và trong một thời gian dài, đã có sự tranh cãi gay gắt về việc ai là người đầu tiên thực hiện thí nghiệm trên.
Cavendish cũng đã tìm ra được gần như chính xác các thành phần khí quyển của Trái Đất. Ông cho rằng: 79,167% là các chất khí "phlogisticated air", bây giờ đã được xác định là khí Nitơ và Ar, 22,8333% là các chất khí gọi là "dephlogisticated air", mà bây giờ được xác định là khí Oxy, chiếm 20, 95%. Cavendish cũng khám phá ra rằng 1/20 bầu không khí của Trái Đất được tạo nên từ một loại khí thứ 3 vốn là khí Argon, được tìm ra bởi William Ramsay và Lord Rayleigh khoảng hơn 100 năm sau.

## Đo hằng số hấp dẫn, thí nghiệm cân Trái Đất
Định luật vạn vật hấp dẫn đã được Isaac Newton tìm ra năm 1687. Vào thời điểm đó, hằng số hấp dẫn trong công thức tính lực hấp dẫn vẫn chưa được đo đạc chính xác.
Thí nghiệm xác định hằng số hấp dẫn dựa trên đo lực hấp dẫn giữa các vật thể trong phòng thí nghiệm ban đầu được đề xuất bởi John Michell, người đã chế tạo lò xo xoắn để đo mômen lực nhỏ một cách chính xác nhưng đã mất năm 1793 trước khi kịp thực hiện thí nghiệm của mình. Lò xo xoắn sau đó được chuyển giao cho Francis John Hyde Wollaston, rồi đến tay Henry Cavendish.
Khoảng năm 1797 đến 1798, Cavendish thực hiện lại dự định thí nghiệm của Michell, và ghi chép lại kết quả trong quyển Philosophical Transactions năm 1798. Ông xây dựng lại lò xo xoắn, sử dụng thiết bị thuê của người dân nông thôn. Ông gắn hai viên bi kim loại vào hai đầu của một thanh gỗ dài 1,8 mét, rồi dùng một sợi dây mảnh treo cả hệ thống lên, giữ cho thanh gỗ nằm ngang. Sau đó, Cavendish đã dùng hai quả cầu bằng chì, mỗi quả nặng 159 kg, tịnh tiến lại gần hai viên bi ở hai đầu thanh gỗ. Để tránh bị gió thổi gây ra rung động, Cavendish đặt hệ thống trong buồng kín gió, và quan sát hệ thống thông qua kính viễn vọng.
Lực hấp dẫn do hai quả cầu chì tác dụng vào hai viên bi làm cho cây gậy quay một góc nhỏ. Cavendish đo góc này bằng kính viễn vọng và tính ra được mômen lực tác động lên lò xo xoắn, và suy tiếp ra hằng số hấp dẫn nhờ vào các khối lượng đã biết. Điều đáng kinh ngạc là sai số của phép đo của Cavendish chỉ là 1% so với kết quả chính xác đo được sau này.
Biết được hằng số hấp dẫn và gia tốc trọng trường trên bề mặt Trái Đất, Cavendish đã tính ra được khối lượng của Trái Đất là 6 × 10^24 kg. Kết quả này đã mang lại tên gọi khác cho thí nghiệm là thí nghiệm cân Trái Đất. Việc đo được khối lượng Trái Đất cũng cho phép suy ra khối lượng Mặt Trăng và các thiên thể khác trong Hệ Mặt Trời, thông qua các định luật cơ học và định luật vạn vật hấp dẫn.

## Các nghiên cứu về điện
Các thí nghiệm về điện của Cavendish không được biết cho đến tận lúc được tìm nhặt và cho xuất bản bở James Clerk Maxwell 1 thế kỉ sau khi Cavendish mất. Vào năm 1879, rất lâu sau khi các nhà khoa học khác đã tìm ra những gì mà Cavendish đã làm trước đó. Ông khám phá ra định luật tĩnh điện trước Coulomb 10 năm và định luật về mối liên hệ giữa I, U, R trước Ohm 70 năm nhưng không biết vì sao mà ông không công bố.